# Гронска Брезніца
Гронска Брезніца (словац. Hronská Breznica, угор. Garamberzence) — село, громада в окрузі Зволен, центральна Словаччина. Кадастрова площа громади — 9,52 км². Населення — 253 особи (за оцінкою на 31 грудня 2017 р.).
Перша згадка 1424 року.

## Населення
| Рік:            | 1994. | 2004.    | 2014.   | 2024.   |
| --------------- | ----- | -------- | ------- | ------- |
| Кількість осіб: | 258   | 286      | 261     | 251     |
| Різниця:        |       | +10,85 % | -8,74 % | -3,83 % |

| Рік:            | 2023. | 2024.   |
| --------------- | ----- | ------- |
| Кількість осіб: | 244   | 251     |
| Різниця:        |       | +2,86 % |